# Amitiel
Amitiel é um arcanjo, que é geralmente considerado como o antigo arcanjo da verdade , justiça e  da paz.
Segundo as lendas judaicas este arcanjo tem os seguintes poderes : 
Sendo a arcanjo da verdade, Amitiel é capaz de induzir, mesmo anjos, a falar a verdade, mesmo que essa verdade seja desconhecida para o dito ser.￼ Qualquer ser que tentar mentir na presença de Amitiel será destruído , isto incluí até arcanjos mais fracos que ele.
Quando um ser mentiroso ou  pecador olha direto nos olhos de Amitiel, sua alma será queimada e seu corpo destruído .
Amitiel é capaz de seduzir e obrigar qualquer ser a realizar suas vontades , até mesmo anjos mais fracos que ele .
Segundo a lenda judaica, este arcanjo argumentou contra a criação da humanidade, porque sentia que ela iria voltar-se contra Deus.
Apenas o Primeiro Livro de Enoque, considerado canónico somente pela Igreja Ortodoxa da Etiópia, menciona sete arcanjos, sendo uma deles Amitiel, que era um dos responsáveis pela vigilância universal durante o período dos nefilins e dos grigoris, os sentinelas caídos. Contudo, em fontes apócrifas, este é, por vezes, dito como querubim, embora uns aleguem que seja erroneamente.
Amitiel foi seduzido por Samael, ajudando Beliel, Samael e Lúcifer em sua rebelião. Depois, teve um filho com Samael, um filho que não foi nomeado. Esse filho é conhecido no Inferno como "Filho Sem Nome", embora seja apelidado de "Demónio Cristão". Esse filho não nomeado foi para a Terra e encontra-se encarnado entre os humanos. Amitiel, pode ser invocado em vários assuntos que foquem a honestidade e a integridade.